# Visconde de Santiago do Cacém
Visconde de Santiago do Cacém é um título nobiliárquico criado por D. Luís I de Portugal, por Decreto de 30 de Novembro de 1882, em favor de António Pais Champalimaud de Matos Moreira Falcão, 2.° Conde de Bracial.
Titulares
1. António Pais Champalimaud de Matos Moreira Falcão, 1.º Visconde de Santiago do Cacém, 2.° Conde de Bracial.